# Антонівська сільська рада (Окнянський район)
Анто́нівська сільська́ ра́да — колишня адміністративно-територіальна одиниця та орган місцевого самоврядування у Окнянському районі Одеської області. Адміністративний центр — село Антонівка.

## Загальні відомості
- Територія ради: 66,59 км²
- Населення ради: 1 225 осіб (станом на 2001 рік)

## Населені пункти
Сільській раді були підпорядковані населені пункти:
- с. Антонівка
- с. Володимирівка
- с. Нагірне

## Населення
Згідно з переписом УРСР 1989 року чисельність наявного населення сільської ради становила 1408 осіб, з яких 622 чоловіки та 786 жінок.
За переписом населення України 2001 року в сільській раді мешкало 1225 осіб.

### Мова
Розподіл населення за рідною мовою за даними перепису 2001 року:
| Мова       | Відсоток |
| ---------- | -------- |
| російська  | 59,35 %  |
| українська | 33,55 %  |
| молдовська | 6,78 %   |
| гагаузька  | 0,08 %   |
| інші       | 0,24 %   |

## Склад ради
Рада складалася з 16 депутатів та голови.
- Голова ради:
- Секретар ради: Никифорова Валентина Володимирівна

### Керівний склад попередніх скликань
| Прізвище, ім'я, по батькові | Основні відомості                                            | Дата обрання | Дата звільнення |
| --------------------------- | ------------------------------------------------------------ | ------------ | --------------- |
| Гайдай Надія Григорівна     | Сільський голова, 1953 року народження, член Партії регіонів | 26.03.2006   | 31.10.2010      |

Примітка: таблиця складена за даними сайту Верховної Ради України

### Депутати
За результатами місцевих виборів 2010 року депутатами ради стали:

#### За суб'єктами висування
| Суб'єкт висування | Кількість обраних депутатів | %   |
| ----------------- | --------------------------- | --- |
| Партія регіонів   | 16                          | 100 |

#### За округами
| № округу        | Прізвище, ім'я, по батькові        | Дата визнання обраним | Освіта             | Партійна приналежність | Відомості про обраного депутата                                 |
| --------------- | ---------------------------------- | --------------------- | ------------------ | ---------------------- | --------------------------------------------------------------- |
| Партія регіонів |                                    |                       |                    |                        |                                                                 |
| 1               | Дарієнко Валентина Григорівна      | 05.11.2010            | середня спеціальна | член Партії регіонів   | магазин с. Володимирівка, продавець                             |
| 2               | Котлинська Галина Іванівна         | 05.11.2010            | середня спеціальна | член Партії регіонів   | Володимирівський навчально-виховний комплекс, вчитель           |
| 3               | Могильовська Наталя Андріївна      | 05.11.2010            | середня спеціальна | член Партії регіонів   | Володимирівська сільська бібліотека, бібліотекар                |
| 4               | Васильєв Іван Іванович             | 05.11.2010            | середня спеціальна | член Партії регіонів   | сільськогосподарський виробничий кооператив «Колос», тракторист |
| 5               | Андреєва Олена Валентинівна        | 05.11.2010            | середня спеціальна | член Партії регіонів   | Антонівський фельдшерсько-акушерський пункт, медична сестра     |
| 6               | Никифорова Валентина Володимирівна | 05.11.2010            | середня спеціальна | член Партії регіонів   | Антонівська сільська рада, секретар                             |
| 7               | Гурджин Станіслав Вікторович       | 05.11.2010            | середня спеціальна | член Партії регіонів   | Антонівська сільська бібліотека, бібліотекар                    |
| 8               | Ларіонова Галина Петрівна          | 05.11.2010            | середня            | член Партії регіонів   | , соціальний працівник                                          |
| 9               | Кратофіль Наталя Олександрівна     | 05.11.2010            | середня            | член Партії регіонів   | Красноокнянський район електромереж, контролер                  |
| 10              | Капица Тетяна Іванівна             | 05.11.2010            | середня спеціальна | член Партії регіонів   | Антонівська сільська рада, землевпорядник                       |
| 11              | Луполов Олександр Іванович         | 05.11.2010            | середня спеціальна | член Партії регіонів   | Антонівський навчально-виховний комплекс, опалювач              |
| 12              | Процюк Наталія Миколаївна          | 05.11.2010            | середня спеціальна | член Партії регіонів   | Антонівська сільська рада, бухгалтер                            |
| 13              | Тарасюк Валентина Іванівна         | 05.11.2010            | середня спеціальна | член Партії регіонів   | Красноокнянська автозаправна станція, оператор                  |
| 14              | Никифоров Іван Іванович            | 05.11.2010            | середня спеціальна | член Партії регіонів   | тимчасово не працює                                             |
| 15              | Процишина Катерина Григорівна      | 05.11.2010            | середня            | член Партії регіонів   | магазин с. Антонівка, продавець                                 |
| 16              | Коломацький Олександр Васильович   | 05.11.2010            | середня спеціальна | член Партії регіонів   | , соціальний працівник                                          |